# René-Julien Marquis
Pour les articles homonymes, voir Marquis (homonymie).
René-Julien Marquis (Rochefort (Charente-Maritime), 28 mars 1846-Nice, 24 novembre 1929), est un officier de marine français, père d'André Marquis.

## Biographie
Fils d'un notaire, il entre à l'École navale en octobre 1862 et en sort aspirant de 1re classe en octobre 1865. Il sert alors à la division navale du Pacifique sur la Vénus et prend part au débarquement de Mazatlán au Mexique.
Enseigne de vaisseau (octobre 1867), il embarque à Toulon sur les transports Var puis Marne avant d'être envoyé au bataillon des fusiliers marins en avril 1870. Il se fait alors remarquer durant le siège de Paris. Grâce à sa conduite au fort de Rosny et aux batailles du plateau d'Avron, il est promu lieutenant de vaisseau pour faits de guerre (décembre 1870).
En février 1872, il sert sur l'Atalante à la division du Pacifique puis fait l’École de canonnage à Toulon sur l'Alexandre (en) et sur le Souverain (1876) avant d'être nommé officier d'ordonnance du préfet maritime de Toulon Marie Jules Dupré en juin 1877. En janvier 1879, il embarque sur le cuirassé Colbert comme officier de tir en escadre d'évolutions et devient en mai 1881, officier de manœuvre sur l'Intrépide. Il participa alors au bombardement de Sfax puis sert sur les cuirassés Colbert et Marengo (1881-1882) avant d'être nommé commandant de l'aviso Bruat à la station de Nouvelle-Calédonie où il travaille à des sondages d'hydrographie pour préparer la pose d'un câble télégraphique vers l'Australie. Ce travail lui apporte en décembre 1884 un témoignage de satisfaction.
Capitaine de frégate (juillet 1885), il devient en octobre 1886, second du Colbert en escadre d'évolutions et sert en 1887 à la majorité à Toulon. En 1888, il commande l'aviso Inconstant puis passe second du croiseur La Clochetterie à Terre-Neuve (1889) avant d'y commander le transport Indre.
Capitaine de vaisseau (février 1891), major général à Rochefort, il devient en juin 1892 adjoint aux inspecteurs généraux de la marine. Il commande alors le cuirassé Dévastation.
Sous-chef d'état-major à Toulon (juin 1893), commandant du cuirassé Suffren, il obtient en avril 1894 un témoignage de satisfaction pour la qualité de son instruction donnée aux gabiers. En juin 1895, il commande le cuirassé Marceau en escadre de Méditerranée et mérite de nouveau des félicitations pour avoir déséchoué le cuirassé Formidable (décembre 1895).
Major de la marine à Toulon (octobre 1897), il commande en juillet 1898 le croiseur Duguay-Trouin à l'escadre d'Extrême-Orient et devient commandant supérieur à Kouang-Tchéou-Wan nouvellement vendu par la Chine à la France.
Major général à Rochefort (mai 1899), contre-amiral (juillet 1899), il commande la 2e division de l'escadre de Méditerranée sur le Charles Martel (octobre 1901) puis sur le Iéna avant d'être promu vice-amiral en octobre 1903.
Préfet maritime de Rochefort (décembre 1903), il devient préfet maritime de Toulon en septembre 1905 et prend sa retraite en mars 1911.
Peintre et musicien, Marquis est célèbre pour avoir découvert l'enseigne Gervèse.

## Récompenses et distinctions
- Chevalier (juillet 1876), officier (3 mai 1889), commandeur (5 avril 1903) puis grand officier de la Légion d'honneur (31 décembre 1908)
- Commandeur avec plaque de l'ordre du Médjidié.
- Commandeur de l'Ordre du Sauveur de Grèce.